# 藍村光
藍村 光（あいむら ひかり、2003年2月28日 - ）は、日本の女性声優。アリア・エンターテインメント芸能部S所属。

## 略歴
元々はアニメが大好きだったが、歌も同じように好きになった。アニメ作品の主題歌を出演声優が歌唱しているアニメがあったことに驚き、その経験から声優を目指すようになった。その中でも『魔法少女リリカルなのは』にてフェイト役を演じた水樹奈々が主題歌も歌唱していたことが衝撃的だったという。
中学時代は吹奏楽部に所属していたが、当時は部員が8人しかいなかったこともあり、元々パーカッションをしていたが、ドラム担当の欠員が出てしまったため、楽譜を渡されドラムを依頼されたという。高校時代は声楽を専攻し、副科でピアノ、副々科でヴァイオリンを習っていた。軽音楽をやりたい気持ちもあり、ギターのコードも覚え始めたという。
親から教えてもらった声優養成スクールのPineSの体験レッスンに行ったことがきっかけで、PineSに入所することを決めた。2020年にPineSを卒業後、Sにジュニア所属となった。2025年1月、合併後のアリア・エンターテインメント芸能部Sに正所属となった。

## 人物
趣味はギター、イラストを描くこと、神社仏閣巡り。特技はヴァイオリン、ドラム、絶対音感、カラオケ。

## 出演

### テレビアニメ
- BanG Dream! Ave Mujica（2025年、生徒たち[4]）
- プリンセッション・オーケストラ（2025年、陽ノ下なつ[5][6]）

### 劇場アニメ
- BanG Dream! FILM LIVE 2nd Stage（2021年、観客）

### Webアニメ
- ググミちゃん（2022年、ルーナ[7]）

### 吹き替え
- 事故物件 身も凍る執念（ガヤ）
- ミスティック・フェイス（ガヤ）

### 朗読劇
- 朗読×即興劇『東京晴海選手村あるある物語』（2021年12月15日 - 19日）[8] - 坂井蓮 役[1]
- ゆめかばLABO第3回公演『ゴーストアイデンティティー』（2022年8月16日、新宿アルタ KeyStudio）[9] - 高塚愛梨 役[1]

### テレビドラマ
- 彼が僕に恋した理由（2020年、TOKYO MX） - 学生 役
- 文豪少年!〜ジャニーズJr.で名作を読み解いた〜（2021年、WOWOW） - 学生 役
- 黒鳥の湖（2021年、WOWOW） - 観客 役
- じゃない方の彼女（2021年、テレビ東京） - 学生 役
- アバランチ（2021年、関西テレビ） - 学生 役
- 未来への10カウント（2022年、テレビ朝日） - 大会スタッフ女子高生 役
- 差出人は、誰ですか?（2022年、TBSテレビ） - 女子高生 役
- アトムの童（2022年、TBSテレビ） - 花屋の娘 役
- 女神の教室〜リーガル青春白書〜（2023年、フジテレビ） - 学生 役

### 舞台
- ミュージカル『五色ロケットえんぴつ』（2022年3月26日 - 4月2日、STUDIOユーキース） - まつり 役[10]